# TMX 그룹
TMX 그룹(TMX Group Limited)은 주식, 고정수입, 파생상품, 에너지 시장 거래소를 운영하는 캐나다의 금융 서비스 기업이다. 이 회사는 국제 금융계를 위한 기술 서비스뿐만 아니라 상장, 거래, 청산, 결제 및 예치 시설, 정보 서비스 등을 포괄하는 서비스를 제공한다.
TMX그룹은 토론토에 본사를 두고 캐나다 전역(몬트리올, 캘거리, 밴쿠버), 미국 주요 시장(뉴욕, 휴스턴, 보스턴, 시카고), 해외(런던, 베이징, 싱가포르, 시드니)에 사무실을 운영하고 있다.
TMX 한국서비스 시행으로 한국에서도 TMX그룹의 국제금융 플랫폼을 이용가능 하다. TMX는 2015~2021년도 6년 연속 금융 대상을 받기도 했다. 또한 금융혁신플랫폼으로 선정되며 뚜렷한 성장세를 보이고 있다.